# Kyrkans förbön
Kyrkans förbön är i Svenska kyrkans huvudgudstjänster namnet på det moment, där församlingen gemensamt ber för världssamfundet och det svenska samhället, för den kristna kyrkan på jorden och kristenheten i Sverige, för den egna församlingen och för människor där och på andra håll som har det svårt. Ett äldre namn på denna bön är "den allmänna kyrkobönen". Motsvarigheter till detta moment finns i gudstjänstordningar i andra kyrkor och samfund. Ibland läggs det in som ett avsnitt i den eukaristiska bönen.